# Citizens for a Sound Economy
Citizens for a Sound Economy (CSE), grundades 1984, var en konservativ politisk organisation verksam i USA. Organisationen beskrev sitt syfte som att kämpa för en minskad statsapparat och offentlig sektor, lägre skatter och färre regleringar. År 2004 delades Citizens for a Sound Economy i två nya organisationer, där organisationen Citizens for a Sound Economy fick namnet Freedomworks och stiftelsen Citizens for a Sound Economy Foundation blev Americans for Prosperity. Familjen Koch och Koch Industries hade stor betydelse i organisationen och dess finansiering.
CSE var medlem i organisationen Cooler Heads Coalition var syfte var att "avslöja de bristfälliga ekonomiska, vetenskapliga och riskanalyserna" som har att göra med den allmänna uppfattningen om global uppvärmning. CSE har även finansierat den amerikanska Tea party-rörelsen.